# 邹荻帆
邹荻帆（1917年—1995年），男，祖籍湖北蒲圻，中国当代诗人，中国作家协会理事，曾任《诗刊》主编。

## 生平
1917年出生于湖北蒲圻（现为赤壁），后随母亲迁于湖北天门。早年就读于湖北省立师范学校。1936年发表长篇叙事诗《做棺材的人》和《没有翅膀的人们》。全面抗日战争爆发后，他在武汉与冯乃超、穆木天等创办诗刊《时调》，并出版了长诗《在天门》和《木厂》，遭到当局查禁。1938年与臧克家、于丁等在大别山第五战区文化团从事抗日救亡工作。同年参加上海救亡演剧第二队。1940年秋到重庆复旦大学学习。
中华人民共和国成立后，历任政务院文化教育委员会对外文化联络事务局特派办公室主任、联络处处长等职务。1952年加入中国作家协会。文化大革命期间被下放到河南五七干校劳动。1978年调至《诗刊》工作。1979年至1994年一直担任中国作家协会理事。1983年担任《诗刊》主编。
1995年9月5日凌晨因心脏病在北京逝世。（一说9月4日）

## 作品
国内
著有长篇小说《大风吹》、《颤抖的灵魂》，诗集《尘土集》、《意志的赌徒》、《布谷鸟与紫丁香》、《晴空与林》、《雪与村庄》、《走向北方》、《总攻击令》、《祖国抒情诗》、《金塔一样的麦穗》、《浪漫曲》等，长诗《没有翅膀的人们》、《在天安門》、《木厂》等，译着长篇小说《克罗米长曲》，诗集《披着太阳的少女》，寓言集《鹰与鴨》等。
国外发表
1984年1月号西柏林《技术时代的文学》杂志翻译发表了邹荻帆的诗《访斯特恩》、《小小的海鸥》和《春夜，火车疾驶》。刊载时并印有《小小的海鸥》中文原作。1983年第2期美国《国际诗歌》杂志翻译发表了邹荻帆的诗《夜航》。
附注
- 邹荻帆是在重庆北碚活动的左翼作家团体“七月派”作家群成员[13]。
- 1988年，邹荻帆发表长篇小说《颤抖的灵魂》，这是第一部关于“五七干校”的长篇小说[14]。

## 荣誉
1984年《邹荻帆抒情诗》获中国作协诗歌奖。1993年10月14日晚在第24届南斯拉夫斯梅代雷沃国际诗歌节上荣获“斯梅代雷沃城堡金钥匙”奖。